# Estinnes-au-Val
Estinnes-au-Val [ɛstinoval] est une section de la commune belge d'Estinnes, située en Région wallonne dans la province de Hainaut. Estinnes-au-Val était une commune à part entière avant la fusion des communes de 1977.

## Évolution démographique
- Sources : INS, Rem. : 1831 jusqu'en 1970 = recensements, 1976 = nombre d'habitants au 31 décembre.

## Histoire
Les premières mentions d'Estinnes-au-Val et d'Estinnes-au-Mont datent du Xe siècle. Cependant c'est probablement au cours de la période mérovingienne (pas avant le VIe siècle) que, pour des raisons démographiques ou culturelles, la paroisse des Estinnes est divisée en deux. Est-ainsi nommée paroisse d'Estinnes-au-Val (ou Estinnes basse) l'ancienne Estinnes qui reste consacrée à Saint-Antoine. Estinnes-au-Val est probablement plus ancienne d'un siècle qu'Estinnes-au-Mont (ou Estinnes haute) dédiée à Saint Rémi — sur le mont Saint Rémi. Cette division de paroisse se fait sans aucune dégradation du domaine royal des Estinnes. Ce genre de chose n'est pas unique dans la gestion des différents domaines royaux du royaume franc ; il est d'ailleurs à souligner que certains d'entre-eux (comme Chaource ou Trosly-Loire) se divisent en plusieurs paroisses qui prennent également le titre de « haute » et de « basse »,,.

## Économie

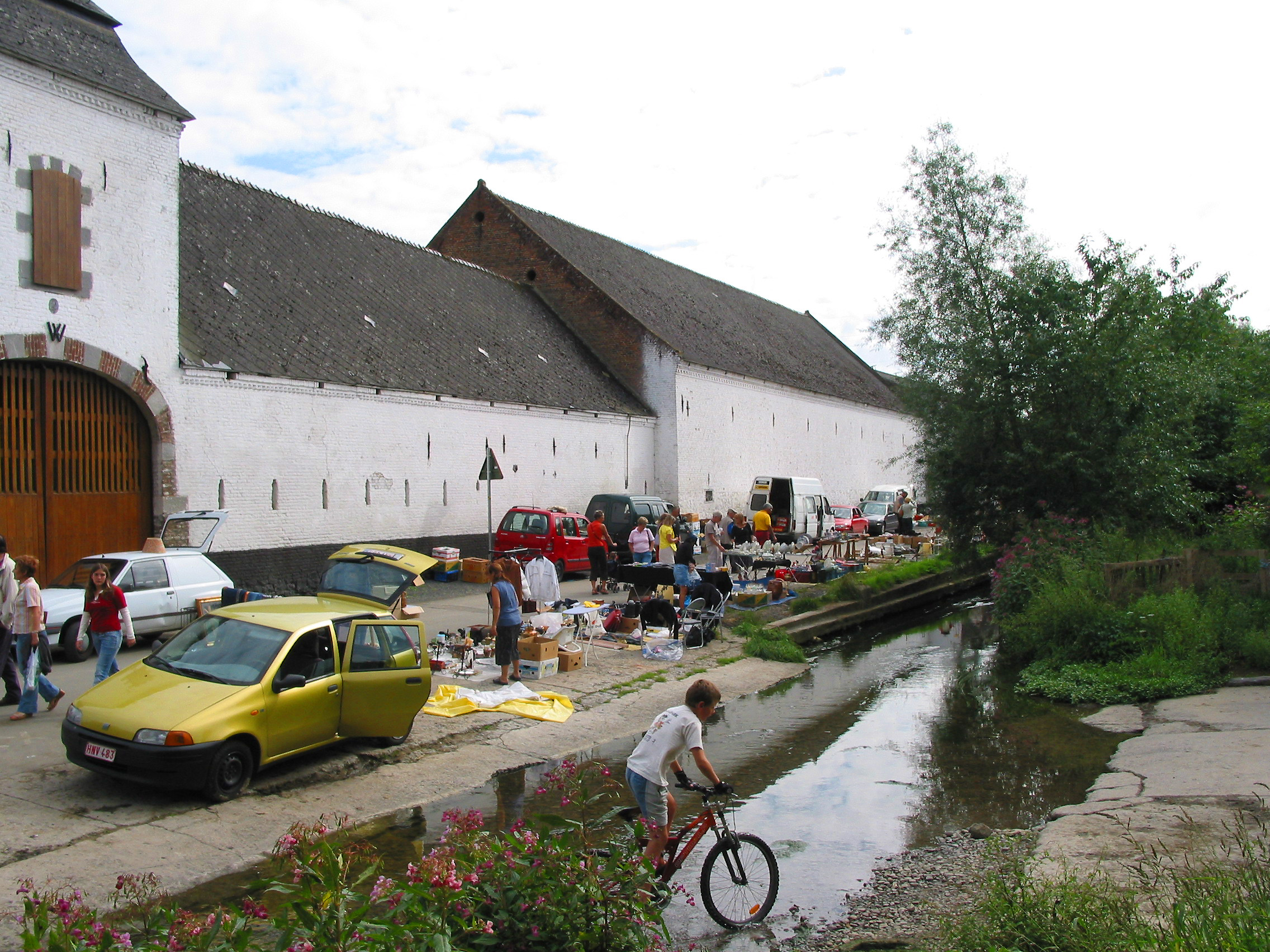
La ferme Williot et le gué de la rue de Binche (XVIIIe siècle).

## Patrimoine et culture

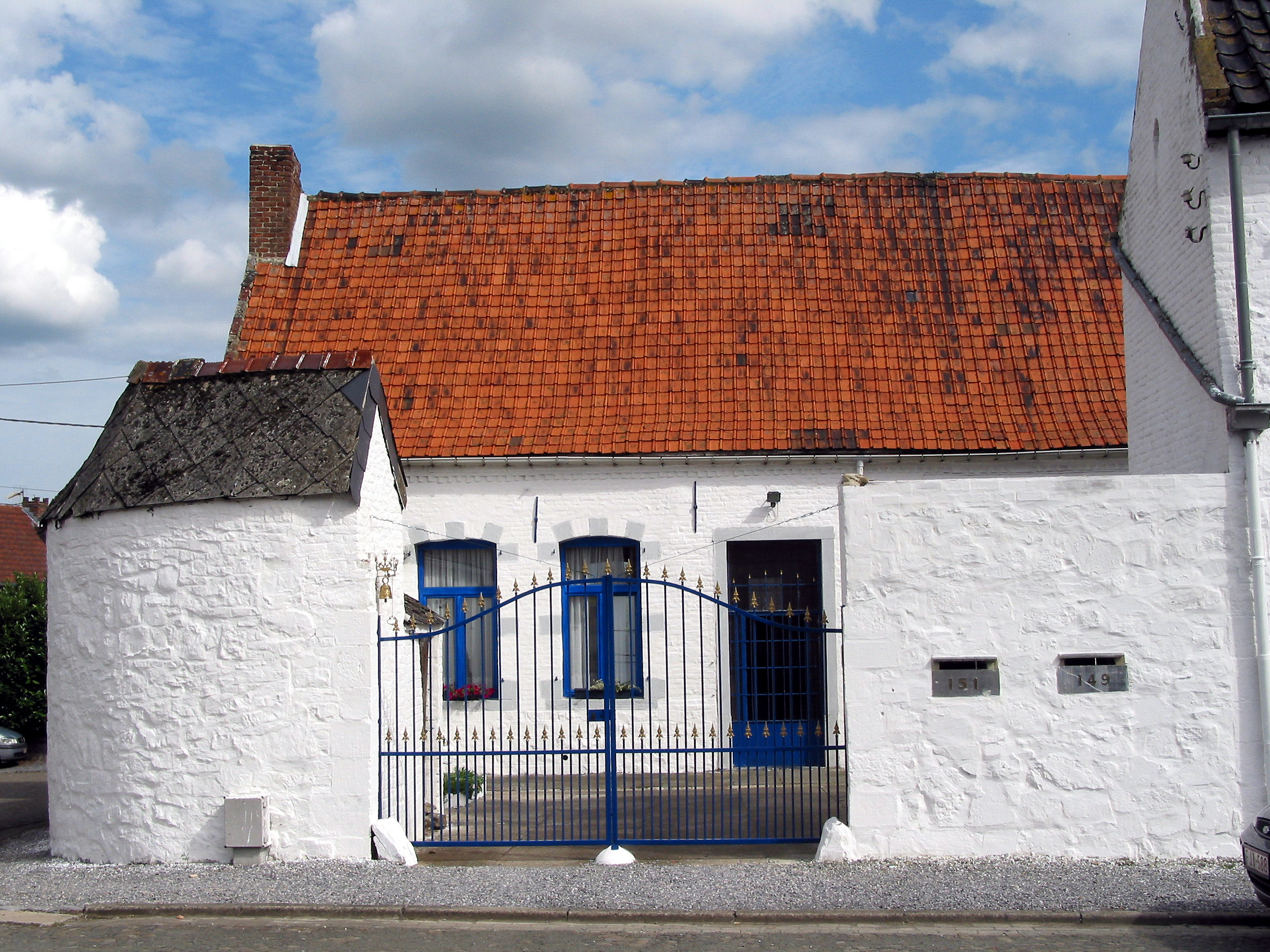
Petit ensemble clôturé, rue Grande.

### Patrimoine architectural
- Eglise Saint-Martin. La tour (re)bâtie au XVIe siècle et une nouvelle fois de 1727 à 1735[6].
- Chapelle Notre-Dame de Bon Secours. Incorporé à une chapelle du XIXe siècle, encadrement de niche en pierre bleue du XVIIIe siècle[7].
- Ferme Pépin le Bref. Ferme semi-clôturée située rue Pepin[8].

## Personnalités locales
- Théophile Lejeune, historien (1821-1885).